# Loi de Dagum
En théorie des probabilités et statistique, la loi de Dagum, ou loi à deux types de Dagum-Bernstein-Rafeh-Raja-Spencer, est une loi de probabilité continue à support [0,+∞[. Son nom est issu de Camilo Dagum qui l'introduisit dans une série d'articles dans les années 1970,. La loi de Dagum apparait dans plusieurs variantes de nouveaux modèles de revenus des ménages.
Il existe également une loi de Dagum de type I à trois paramètres et une loi de Dagum de type II à quatre paramètres ; un résumé de ces types sont détaillés dans des ouvrages tels que (Kleiber, 2008) ou (Kleiber, 2003).
Si X suit une loi de Dagum, on notera {\displaystyle X\sim D(a,b,p)}.

## Définition
La fonction de répartition de la loi de Dagum (de type I) est donnée par :
{\displaystyle F(x;a,b,p)={\begin{cases}{\left(1+{\left({\dfrac {x}{b}}\right)}^{-a}\right)}^{-p}&{\text{ si }}x>0\\0&{\text{ sinon}}\end{cases}}}
et où {\displaystyle a,b,p>0} .
La densité de probabilité correspondante est donnée par
{\displaystyle f(x;a,b,p)={\begin{cases}{\dfrac {ap}{x}}\left({\frac {\left({\frac {x}{b}}\right)^{ap}}{\left(\left({\frac {x}{b}}\right)^{a}+1\right)^{p+1}}}\right)&{\text{ si }}x>0\\0&{\text{ sinon.}}\end{cases}}}
La loi de Dagum peut être obtenue à partir de la loi bêta généralisée de type II (elle-même généralisation de la loi bêta prime). Il y a également un lien entre la loi de Dagum et la loi de Burr :
{\displaystyle X\sim D(a,b,p)\iff {\frac {1}{X}}\sim SM(a,{\tfrac {1}{b}},p)}.
La fonction de répartition de la loi de Dagum (de type II) ajoute une masse à l'origine et suit une loi de Dagum de type I sur le reste du support :
{\displaystyle F(x;a,b,p,\delta )=\delta +(1-\delta ){\left(1+{\left({\frac {x}{b}}\right)}^{-a}\right)}^{-p}.}

## Propriétés
La variance de la loi de Dagum est donnée par :
{\displaystyle {\text{Var}}(X)={\begin{cases}-{\dfrac {b^{2}}{a^{2}}}\left(2a{\dfrac {\Gamma \left(-{\frac {2}{a}}\right)\,\Gamma \left({\frac {2}{a}}+p\right)}{\Gamma (p)}}+\left({\dfrac {\Gamma \left(-{\frac {1}{a}}\right)\Gamma \left({\frac {1}{a}}+p\right)}{\Gamma (p)}}\right)^{2}\right)&{\text{si}}\ a>2\\[5pt]{\text{indéterminé}}&{\text{ sinon}}\ \end{cases}}}
où Γ est la fonction Gamma.